# Geir Rönning

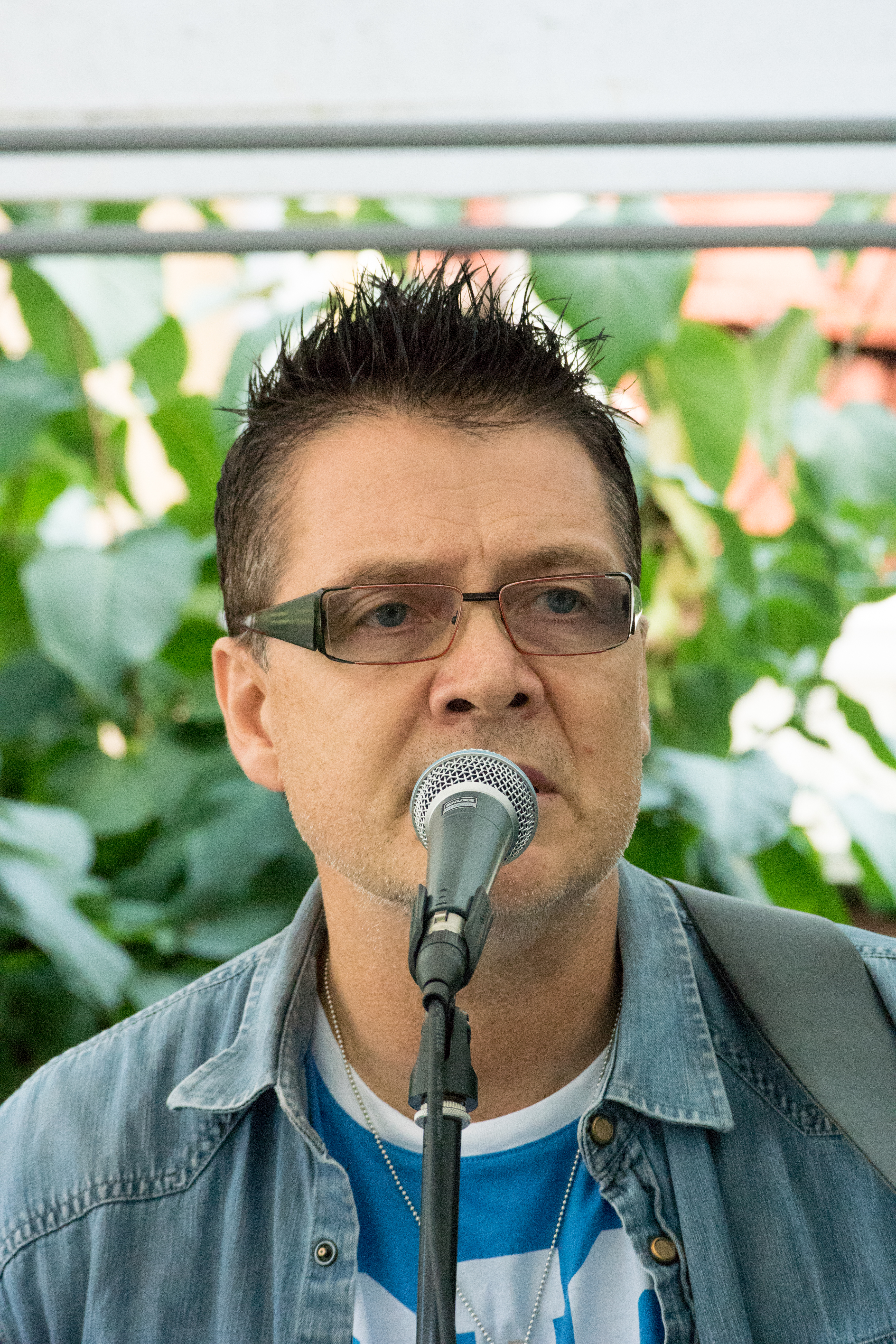
Geir Rönning

Geir Ola (Geir) Rønning (Ålesund, 5 november 1962) is een professionele singer-songwriter uit Noorwegen, hij werd geboren in Ålesund op 5 november 1962. In de jaren 80 verhuisde hij naar Oslo maar voelde zich daar niet zo thuis en ging naar Stockholm waar zijn muzikale carrière van de grond raakte.
In 1994 werd hij ook bekend als componist, hij schreef het lied Gi alt vi har voor de levende legende Jahn Teigen die het zong op de Melodi Grand Prix, maar won niet. Van 1995 tot 1997 deed Rönning zelf ook mee aan de wedstrijd, maar slaagde er niet in het songfestivalticket te bemachtigen. Hij schreef ook nog liedjes toen voor de wedstrijd.
In 2000 verhuisde hij naar Finland en begon er te zingen in een rock-'n-roll band. Daar nam hij twee jaar later voor het eerst deel aan de nationale preselectie waar hij 3de werd met de ballade I don't wanna throw it all away. Twee jaar later werd hij 5de met I don't need to say. In 2005 was het eindelijk prijs toen hij met Why? won en naar het Eurovisiesongfestival in Kiev mocht gaan, hij werd 18de.
Maar Rönning gaf niet op en in 2006 stond hij er opnieuw, deze keer in zijn thuisland Noorwegen aan de zijde van zangeres Jorun Erdal zong hij het uptempo Lost & found dat door 3 Zweden geschreven werd. Na de voorronde doorsparteld te hebben eindigden ze 4de in de finale.
1961: Laila Kinnunen · 
1962: Marion Rung · 
1963: Laila Halme · 
1964: Lasse Mårtenson · 
1965: Viktor Klimenko · 
1966: Ann-Christine Nyström · 
1967: Fredi · 
1968: Kristina Hautala · 
1969: Jarkko & Laura · 
1971: Markku Aro & Koivistolaiset · 
1972: Päivi Paunu & Kim Floor · 
1973: Marion Rung · 
1974: Carita · 
1975: Pihasoittajat · 
1976: Fredi & The Friends · 
1977: Monica Aspelund · 
1978: Seija Simola · 
1979: Katri Helena · 
1980: Vesa-Matti Loiri · 
1981: Riki Sorsa · 
1982: Kojo · 
1983: Ami Aspelund · 
1984: Kirka · 
1985: Sonja Lumme · 
1986: Kari Kuivalainen · 
1987: Vicky Rosti & Boulevard · 
1988: Boulevard · 
1989: Anneli Saaristo · 
1990: Beat · 
1991: Kaija · 
1992: Pave · 
1993: Katri Helena · 
1994: CatCat · 
1996: Jasmine · 
1998: Edea · 
2000: Nina Åström · 
2002: Laura · 
2004: Jari Sillanpää · 
2005: Geir Rönning · 
2006: Lordi · 
2007: Hanna Pakarinen · 
2008: Teräsbetoni · 
2009: Waldo's People · 
2010: Kuunkuiskaajat · 
2011: Paradise Oskar · 
2012: Pernilla Karlsson · 
2013: Krista Siegfrids · 
2014: Softengine · 
2015: Pertti Kurikan Nimipäivät · 
2016: Sandhja · 
2017: Norma John · 
2018: Saara Aalto · 
2019: Darude feat. Sebastian Rejman · 
2021: Blind Channel · 
2022: The Rasmus · 
2023: Käärijä · 
2024: Windows95Man ·
2025: Erika Vikman
- Bibsys: 5084938
- International Standard Name Identifier: 0000 0004 2002 1589
- MusicBrainz: 6355999d-2cae-41f9-909b-2b9e2f4a55f5
- Virtual International Authority File: 228149188